# Велижский район
Ве́лижский райо́н — административно-территориальная единица (район) и муниципальное образование (муниципальный район) на северо-западе Смоленской области России.
Административный центр — город Велиж.

## География
Территориально район граничит: на севере и северо-западе с Псковской и Тверской областью, на востоке и северо-востоке с Демидовским районом, на западе с Беларусью, на юге с Руднянским районом. Площадь района — 1473 км².
По территории района протекает река Западная Двина. В районе находится самая низкая точка Смоленской области (пересечение Западной Двиной границы области) — 140 метров над уровнем моря. В районе много болот и озёр, наиболее крупные болота: Дроздовский Мох, Логунский Мох, Матюшинский Мох; озера: Чепли, Рябиковское, Гатчинское, Залюбищенское, Хаменковское. Почвы в районе дерново-слабо- и среднеподзолистые, в понижениях — дерново-подзолисто-глеевые. Леса (главным образом сосновые и елово-широколиственные, молодые сосновые и мелколиственные) занимают 49,5 % территории.

## История
Велижский район образован в 1927 году в составе Ленинградской области на территории бывшего Велижского уезда Витебской губернии. В 1929 году был передан в Западную область, в составе Смоленской области — с 1937 года. В 1963 году был присоединён к Демидовскому району. Восстановлен в 1965 году.

## Население
| 2002    | 2005    | 2009    | 2010    | 2011    | 2012    | 2013    | 2014    | 2015    |
| ------- | ------- | ------- | ------- | ------- | ------- | ------- | ------- | ------- |
| 14 329  | ↘13 198 | ↘12 392 | ↗12 471 | ↘12 163 | ↘11 888 | ↘11 532 | ↘11 428 | ↘11 114 |
| 2016    | 2017    | 2018    | 2019    | 2020    | 2021    | 2024    |         |         |
| ↘11 045 | ↘10 835 | ↘10 539 | ↘10 351 | ↘10 173 | ↘9391   | ↘8848   |         |         |

### Урбанизация
В городских условиях (город Велиж) проживают 67.87 % населения района.

### Национальный состав
По итогам переписи населения 2020 года проживали следующие национальности (национальности менее 0,1 % и другое, см. в сноске к строке «Другие»):
| Национальность | Численность, чел. | Доля     |
| -------------- | ----------------- | -------- |
| Русские        | 8850              | 94,24 %  |
| Украинцы       | 53                | 0,56 %   |
| Белорусы       | 38                | 0,40 %   |
| Татары         | 12                | 0,13 %   |
| Грузины        | 12                | 0,13 %   |
| Молдаване      | 10                | 0,11 %   |
| Другие         | 416               | 4,43 %   |
| Итого          | 9391              | 100,00 % |

## Муниципально-территориальное устройство
В муниципальный район входят 4 муниципальных образования, в том числе 1 городское поселение и 3 сельских поселения:
| № | Муниципальное образование       | Административный центр | Количество населённых пунктов | Население (чел.) | Площадь (км²) |
| - | ------------------------------- | ---------------------- | ----------------------------- | ---------------- | ------------- |
| 1 | Велижское городское поселение   | город Велиж            | 18                            | ↘6351            |               |
| 2 | Крутовское сельское поселение   | деревня Крутое         | 55                            | ↘795             |               |
| 3 | Печенковское сельское поселение | деревня Печёнки        | 47                            | ↘751             |               |
| 4 | Селезнёвское сельское поселение | деревня Селезни        | 39                            | ↘1177            |               |

Законом Смоленской области от 2 декабря 2004 года в Велижском районе было образовано 9 муниципальных образований, в том числе 1 городское поселение и 8 сельских поселений. Законом Смоленской области от 20 декабря 2018 года были упразднены 5 сельских поселений: Беляевское и Будницкое (включены в Крутовское сельское поселение), Заозёрское и Погорельское (включены в Печенковское сельское поселение), а также Ситьковское сельское поселение (включено в Селезнёвское сельское поселение).

## Населённые пункты
В Велижском районе 158 населённых пунктов, в том числе 1 городской населённый пункт (город Велиж) и 157 сельских населённых пунктов.
| №   | Населённый пункт       | Тип     | Население | Муниципальное образование       |
| --- | ---------------------- | ------- | --------- | ------------------------------- |
| 1   | Велиж                  | город   | ↘6005     | Велижское городское поселение   |
| 2   | Апонасково             | деревня | 11        | Селезнёвское сельское поселение |
| 3   | Арютинки               | деревня | 26        | Велижское городское поселение   |
| 4   | Бабка                  | деревня | 34        | Селезнёвское сельское поселение |
| 5   | Балбаи                 | деревня | 13        | Селезнёвское сельское поселение |
| 6   | Бахтеи                 | деревня | 13        | Селезнёвское сельское поселение |
| 7   | Белогузово             | деревня | 1         | Крутовское сельское поселение   |
| 8   | Белоусово              | деревня | 14        | Селезнёвское сельское поселение |
| 9   | Беляево                | деревня | 170       | Крутовское сельское поселение   |
| 10  | Березьково             | деревня | 13        | Печенковское сельское поселение |
| 11  | Бобова Лука            | деревня | 11        | Печенковское сельское поселение |
| 12  | Бобуры                 | деревня | 0         | Крутовское сельское поселение   |
| 13  | Болошки                | деревня | 3         | Крутовское сельское поселение   |
| 14  | Большая Ржава          | деревня | 26        | Печенковское сельское поселение |
| 15  | Большие Коряки         | деревня | 8         | Печенковское сельское поселение |
| 16  | Большое Залюбище       | деревня | 28        | Печенковское сельское поселение |
| 17  | Боровлево              | деревня | 15        | Велижское городское поселение   |
| 18  | Ботаги                 | деревня | 5         | Печенковское сельское поселение |
| 19  | Бохоново               | деревня | 0         | Печенковское сельское поселение |
| 20  | Будница                | деревня | 134       | Крутовское сельское поселение   |
| 21  | Варныши                | деревня | 0         | Селезнёвское сельское поселение |
| 22  | Васькино               | деревня | 10        | Печенковское сельское поселение |
| 23  | Верхнее Красное        | деревня | 44        | Крутовское сельское поселение   |
| 24  | Верхнее Ольгово        | деревня | 58        | Крутовское сельское поселение   |
| 25  | Верхнее Шерьково       | деревня | 0         | Крутовское сельское поселение   |
| 26  | Верхние Секачи         | деревня | 14        | Крутовское сельское поселение   |
| 27  | Верховское Лесничество | деревня | 0         | Крутовское сельское поселение   |
| 28  | Верховье               | деревня | 29        | Крутовское сельское поселение   |
| 29  | Верховье               | деревня | 13        | Крутовское сельское поселение   |
| 30  | Вязьмены               | деревня | 5         | Крутовское сельское поселение   |
| 31  | Гатчино                | деревня | 7         | Печенковское сельское поселение |
| 32  | Глузды                 | деревня | 3         | Печенковское сельское поселение |
| 33  | Городец                | деревня | 2         | Крутовское сельское поселение   |
| 34  | Городец                | деревня | 0         | Селезнёвское сельское поселение |
| 35  | Городище               | деревня | 69        | Печенковское сельское поселение |
| 36  | Горяне                 | деревня | 21        | Селезнёвское сельское поселение |
| 37  | Гредяки                | деревня | 11        | Крутовское сельское поселение   |
| 38  | Дадоны                 | деревня | 1         | Велижское городское поселение   |
| 39  | Долбешки               | деревня | 16        | Печенковское сельское поселение |
| 40  | Дор                    | деревня | 6         | Печенковское сельское поселение |
| 41  | Дорожкино              | деревня | 2         | Селезнёвское сельское поселение |
| 42  | Дрозды                 | деревня | 5         | Крутовское сельское поселение   |
| 43  | Дудино                 | деревня | 4         | Крутовское сельское поселение   |
| 44  | Дятлово                | деревня | 2         | Крутовское сельское поселение   |
| 45  | Ехны                   | деревня | 81        | Селезнёвское сельское поселение |
| 46  | Жигалово               | деревня | 1         | Селезнёвское сельское поселение |
| 47  | Заболонье              | деревня | 30        | Печенковское сельское поселение |
| 48  | Загоскино              | деревня | 5         | Селезнёвское сельское поселение |
| 49  | Задубровье             | деревня | 3         | Селезнёвское сельское поселение |
| 50  | Замошье                | деревня | 16        | Крутовское сельское поселение   |
| 51  | Заозёрье               | деревня | 164       | Печенковское сельское поселение |
| 52  | Зелёный Луг            | деревня | 1         | Печенковское сельское поселение |
| 53  | Зубки                  | деревня | 9         | Печенковское сельское поселение |
| 54  | Ильеменка              | деревня | 4         | Селезнёвское сельское поселение |
| 55  | Исаченки               | деревня | 0         | Крутовское сельское поселение   |
| 56  | Карпеки                | деревня | 0         | Печенковское сельское поселение |
| 57  | Картавщина             | деревня | 0         | Печенковское сельское поселение |
| 58  | Кашено                 | деревня | 3         | Крутовское сельское поселение   |
| 59  | Климово                | деревня | 0         | Селезнёвское сельское поселение |
| 60  | Кожеки                 | деревня | 35        | Селезнёвское сельское поселение |
| 61  | Козье                  | деревня | 9         | Крутовское сельское поселение   |
| 62  | Колотовщина            | деревня | 3         | Печенковское сельское поселение |
| 63  | Колотовщина            | деревня | 5         | Печенковское сельское поселение |
| 64  | Комиссарево            | деревня | 2         | Крутовское сельское поселение   |
| 65  | Конец                  | деревня | 47        | Крутовское сельское поселение   |
| 66  | Копыльники             | деревня | 12        | Печенковское сельское поселение |
| 67  | Корени                 | деревня | 15        | Селезнёвское сельское поселение |
| 68  | Краслевичи             | деревня | 0         | Крутовское сельское поселение   |
| 69  | Красный Луг            | деревня | 3         | Печенковское сельское поселение |
| 70  | Кривка                 | деревня | 0         | Селезнёвское сельское поселение |
| 71  | Крутое                 | деревня | 225       | Крутовское сельское поселение   |
| 72  | Курбатовщина           | деревня | 0         | Печенковское сельское поселение |
| 73  | Курмели                | деревня | 0         | Велижское городское поселение   |
| 74  | Лаврентьево            | деревня | 29        | Велижское городское поселение   |
| 75  | Лемеши                 | деревня | 11        | Печенковское сельское поселение |
| 76  | Логово                 | деревня | 226       | Селезнёвское сельское поселение |
| 77  | Лученки                | деревня | 0         | Крутовское сельское поселение   |
| 78  | Ляхово                 | деревня | 177       | Велижское городское поселение   |
| 79  | Маклок                 | деревня | 11        | Селезнёвское сельское поселение |
| 80  | Макуни                 | деревня | 2         | Селезнёвское сельское поселение |
| 81  | Малая Ржава            | деревня | 55        | Печенковское сельское поселение |
| 82  | Малое Залюбище         | деревня | 5         | Печенковское сельское поселение |
| 83  | Малые Коряки           | деревня | 9         | Печенковское сельское поселение |
| 84  | Мальково               | деревня | 0         | Печенковское сельское поселение |
| 85  | Мамуты                 | деревня | 0         | Крутовское сельское поселение   |
| 86  | Марейница              | деревня | 3         | Крутовское сельское поселение   |
| 87  | Мартишки               | деревня | 0         | Крутовское сельское поселение   |
| 88  | Матюхи                 | деревня | 12        | Крутовское сельское поселение   |
| 89  | Матюхи                 | деревня | 3         | Селезнёвское сельское поселение |
| 90  | Миловиды               | деревня | 0         | Крутовское сельское поселение   |
| 91  | Михайленки             | деревня | 9         | Крутовское сельское поселение   |
| 92  | Михалово               | деревня | 0         | Селезнёвское сельское поселение |
| 93  | Мокрая Нива            | деревня | 0         | Крутовское сельское поселение   |
| 94  | Наумовка               | деревня | 4         | Селезнёвское сельское поселение |
| 95  | Нивы                   | деревня | 21        | Крутовское сельское поселение   |
| 96  | Нижнее Красное         | деревня | 9         | Крутовское сельское поселение   |
| 97  | Нижнее Ольгово         | деревня | 7         | Крутовское сельское поселение   |
| 98  | Нижнее Шерьково        | деревня | 8         | Крутовское сельское поселение   |
| 99  | Нижние Секачи          | деревня | 6         | Крутовское сельское поселение   |
| 100 | Новка                  | деревня | 63        | Велижское городское поселение   |
| 101 | Ночевки                | деревня | 0         | Велижское городское поселение   |
| 102 | Орляки                 | деревня | 1         | Крутовское сельское поселение   |
| 103 | Осиновица              | деревня | 44        | Крутовское сельское поселение   |
| 104 | Осиновка               | деревня | 0         | Селезнёвское сельское поселение |
| 105 | Осиновка               | деревня | 1         | Селезнёвское сельское поселение |
| 106 | Очистка                | деревня | 0         | Велижское городское поселение   |
| 107 | Панфилово              | деревня | 15        | Крутовское сельское поселение   |
| 108 | Пасторки               | деревня | 0         | Печенковское сельское поселение |
| 109 | Патики Плосковские     | деревня | 96        | Печенковское сельское поселение |
| 110 | Патики Чепельские      | деревня | 24        | Печенковское сельское поселение |
| 111 | Печёнки                | деревня | 152       | Печенковское сельское поселение |
| 112 | Плоское                | деревня | 8         | Печенковское сельское поселение |
| 113 | Погорелье              | деревня | 216       | Печенковское сельское поселение |
| 114 | Подпояски              | деревня | 5         | Селезнёвское сельское поселение |
| 115 | Поймище                | деревня | 4         | Селезнёвское сельское поселение |
| 116 | Понево                 | деревня | 8         | Печенковское сельское поселение |
| 117 | Проявино               | деревня | 0         | Велижское городское поселение   |
| 118 | Проявино               | деревня | 15        | Селезнёвское сельское поселение |
| 119 | Пустыньки              | деревня | 2         | Крутовское сельское поселение   |
| 120 | Пушка                  | деревня | 6         | Крутовское сельское поселение   |
| 121 | Ратьковина             | деревня | 6         | Крутовское сельское поселение   |
| 122 | Романы                 | деревня | 4         | Крутовское сельское поселение   |
| 123 | Рудня                  | деревня | 23        | Селезнёвское сельское поселение |
| 124 | Рудомые                | деревня | 18        | Селезнёвское сельское поселение |
| 125 | Руковщина              | деревня | 0         | Печенковское сельское поселение |
| 126 | Рябинка                | деревня | 13        | Велижское городское поселение   |
| 127 | Рябково                | деревня | 0         | Селезнёвское сельское поселение |
| 128 | Саксоны                | деревня | 3         | Велижское городское поселение   |
| 129 | Самусенки              | деревня | 6         | Печенковское сельское поселение |
| 130 | Селезни                | деревня | 768       | Селезнёвское сельское поселение |
| 131 | Сеньково               | деревня | 5         | Крутовское сельское поселение   |
| 132 | Сертея                 | деревня | 12        | Селезнёвское сельское поселение |
| 133 | Синичино               | деревня | 7         | Печенковское сельское поселение |
| 134 | Синяки                 | деревня | 0         | Крутовское сельское поселение   |
| 135 | Ситьково               | деревня | 212       | Селезнёвское сельское поселение |
| 136 | Смоленский Брод        | хутор   | 10        | Селезнёвское сельское поселение |
| 137 | Старое Село            | деревня | 181       | Крутовское сельское поселение   |
| 138 | Староселье             | деревня | 2         | Печенковское сельское поселение |
| 139 | Сухие Ляды             | деревня | 0         | Крутовское сельское поселение   |
| 140 | Тарасенки              | деревня | 2         | Крутовское сельское поселение   |
| 141 | Тиванцы                | деревня | 0         | Крутовское сельское поселение   |
| 142 | Триково                | деревня | 1         | Печенковское сельское поселение |
| 143 | Узвоз                  | деревня | 64        | Селезнёвское сельское поселение |
| 144 | Холмы                  | деревня | 68        | Крутовское сельское поселение   |
| 145 | Хрипино                | деревня | 12        | Печенковское сельское поселение |
| 146 | Цыганы                 | деревня | 29        | Крутовское сельское поселение   |
| 147 | Чепли                  | деревня | 109       | Печенковское сельское поселение |
| 148 | Чернейка               | деревня | 155       | Велижское городское поселение   |
| 149 | Чернецово              | деревня | 3         | Велижское городское поселение   |
| 150 | Шахино                 | деревня | 0         | Печенковское сельское поселение |
| 151 | Шебино                 | деревня | 0         | Селезнёвское сельское поселение |
| 152 | Шейдово                | деревня | 14        | Печенковское сельское поселение |
| 153 | Шитики                 | деревня | 1         | Печенковское сельское поселение |
| 154 | Шумилово               | деревня | 40        | Крутовское сельское поселение   |
| 155 | Шумилово               | деревня | 31        | Печенковское сельское поселение |
| 156 | Щеткино                | деревня | 0         | Велижское городское поселение   |
| 157 | Ястреб-1               | деревня | 25        | Велижское городское поселение   |
| 158 | Ястреб-2               | деревня | 17        | Велижское городское поселение   |

### Упразднённые населённые пункты
- в 2001 году деревни: Ананчено, Долгушка, Колтаново, Комарицы, Подол, Трусовщина, Шамки[24]
- в 2010 году деревня Тхарино[25]

## Экономика
Преобладает сельское хозяйство, специализирующееся на молочно-мясном скотоводстве, и лесная промышленность.

## Транспорт
Через территорию района проходит региональная автомобильная дорога Р133 Смоленск — Невель и автодорога Р131 Велиж — Сеньково — граница с Беларусью (на Витебск).

## Люди связанные с районом

### Герои Советского Союза
- Амосенков, Александр Максимович (село Крутое)
- Иванов, Павел Петрович (деревня Верхние Секачи)
- Коробешко, Мирон Андреевич (деревня Кресты)
- Максимов, Тимофей Максимович (деревня Зелёный Луг)
- Никулин, Пётр Иванович (деревня Мокрые Нивы)
- Селезнёв, Пётр Иванович (деревня Мышково)
- Скворцов, Кирилл Федотович (деревня Кривка)

## Археология и генетика
У деревни Сертея в долине реки Сертейки находится Сертейский археологический комплекс. У обитателя стоянки Сертея VIII (5120±120 лет назад) была обнаружена митохондриальная гаплогруппа H и Y-хромосомная гаплогруппа R1a1. У двух обитателей свайной постройки № 1 со стоянки Сертея II (жижицкая археологическая культура позднего неолита, сер. III тыс. до н. э.) обнаружена митохондриальная гаплогруппа H2 и Y-хромосомные гаплогруппы R1a1 и N1c.